# Jost von Silenen

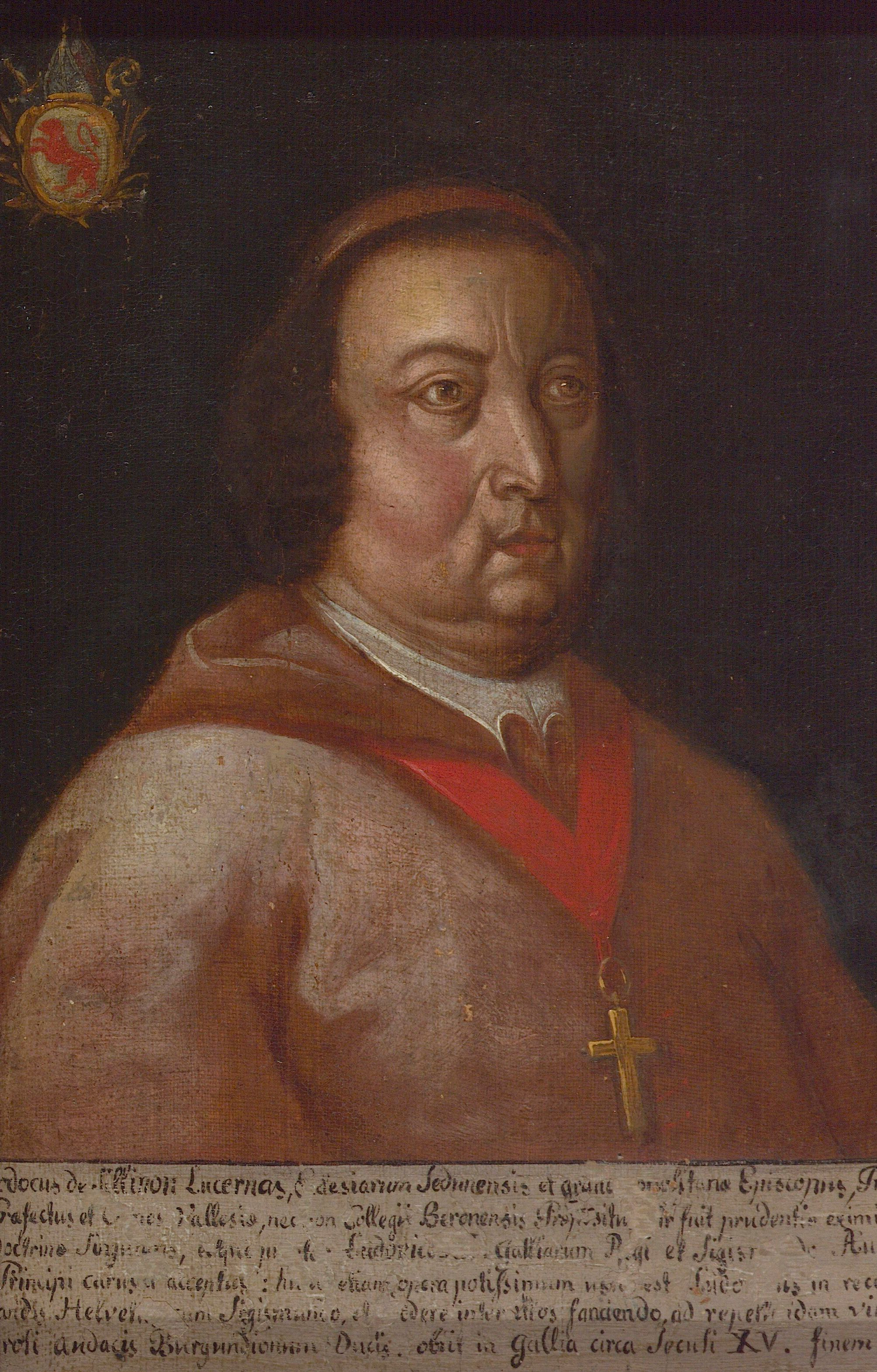
Porträt von Jost von Silenen

Jost von Silenen (* zw. 1435 und 1445 in Küssnacht; † Dezember 1498 in Frankreich) war von Ludwig XI. geförderter Bischof von Grenoble und Sitten.

## Leben

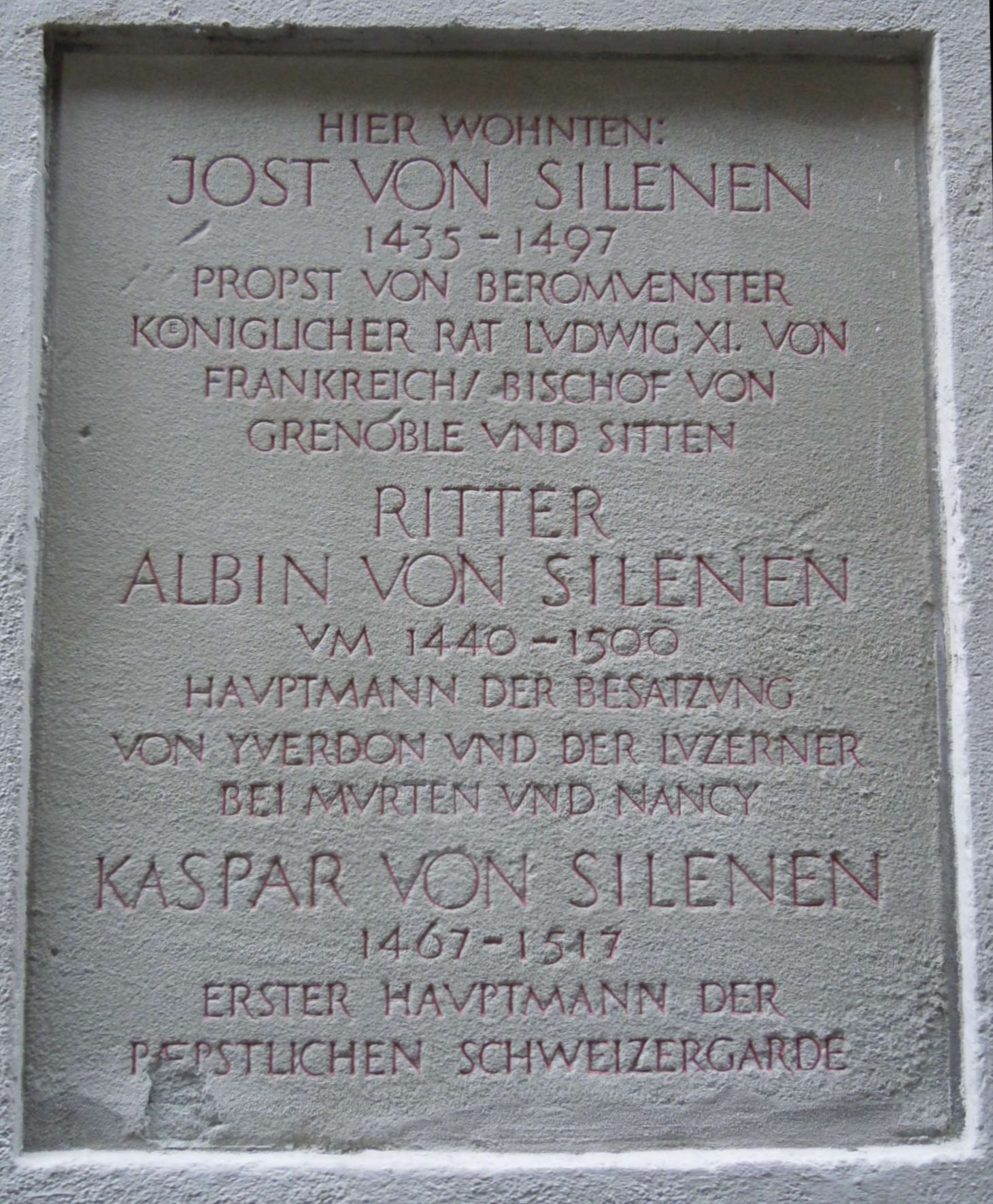
Gedenkplatte für Jost von Silenen, dessen Bruder Albin und den Sohn Albins, Kaspar in der Schlossergasse Luzern.

Jost von Silenen wuchs in der Burg zu Küssnacht auf. Bis zur Umwandlung des Benediktinerklosters Luzern (St. Leodegar im Hof) in ein Chorherrenstift 1455 verfügte er über dessen Bauherrenpfründe, erste Pfründen sind seit seinem 13. Lebensjahr dokumentiert. Ab 1459 studierte Jost von Silenen an der Universität Pavia. Bis 1469 war er in Rom beim französischen Kardinal Guillaume d’Estouteville. Seit 1468 war er Chorherr im Leodegarstift Schönenwerd, anschliessend bis 1482 Propst des Stifts Beromünster. Josts Bruder Albin von Silenen war Hauptmann der Luzerner Truppen in den Schlachten bei Murten und bei Nancy. Albins Sohn und damit Josts Neffe war Kaspar von Silenen.

### Politik

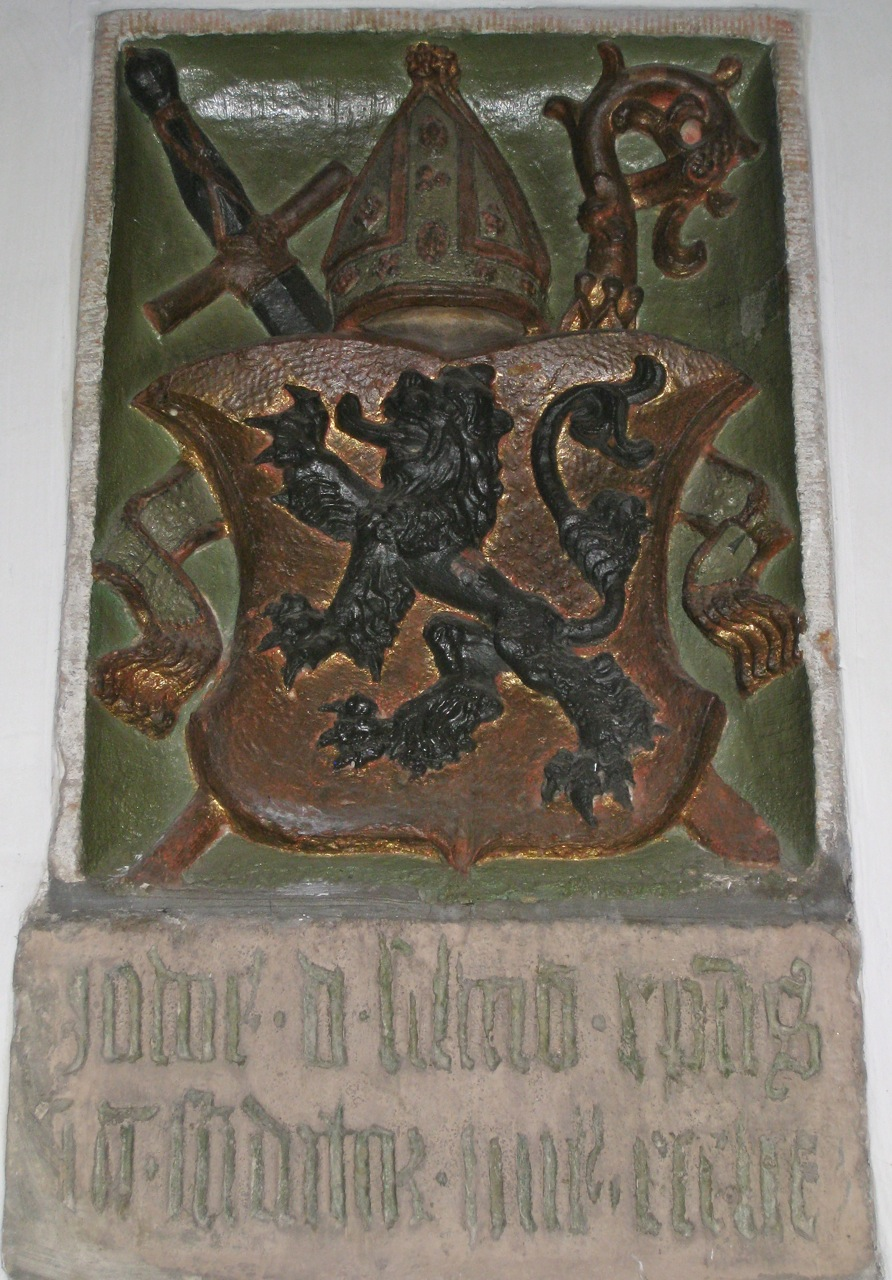
Wappentafel des Jost von Silenen in der von ihm gegründeten Pfarrkirche Leukerbad. Relief bemalt: steigender Löwe mit den bischöflichen Insignien Schwert, Mitra und Bischofsstab.

Als Gesandter der Eidgenossenschaft war er mehrmals am Hof von König Ludwig XI., unter anderem als Begleiter von Niklaus von Diesbach. Im Auftrag Ludwigs wirkte er am Abschluss der Ewigen Richtung mit zwischen der Alten Eidgenossenschaft und Sigismund von Habsburg 1474. Für seinen Beitrag bei den Verhandlungen bei Auflösung des Hauses Burgund nach der Niederlage Karls des Kühnen 1477 wurde er von Ludwig zum Bischof von Grenoble ernannt. 1482 bestätigte Sixtus IV. seine Wahl durch das Domkapitel zum Bischof von Sitten. Eine von Ludwig geschenkte Prachtmitra ist im Diözesanmuseum Sitten erhalten, ein Prunkbrevier, welches 1493 geschrieben und vom Meister des Breviers des Jost von Silenen mit reicher Buchmalerei ausgestattet worden ist, wird im Schweizerischen Landesmuseum Zürich aufbewahrt. Seine Feldzüge ins Val d’Ossola scheiterten, schliesslich unterlagen die Eidgenossen in der Schlacht bei Crevola dem Herzogtum Mailand, was zu einem Frieden 1495 führte. Ohne Macht und Ansehen und unter Druck von Georg Supersaxo zog sich Jost von Silenen nach Lyon zurück, wurde vom Papst als Bischof 1497 abgesetzt; zuletzt war er noch Titularbischof von Hierapolis. Rückeroberungsversuche seinerseits scheiterten.

### Wirken

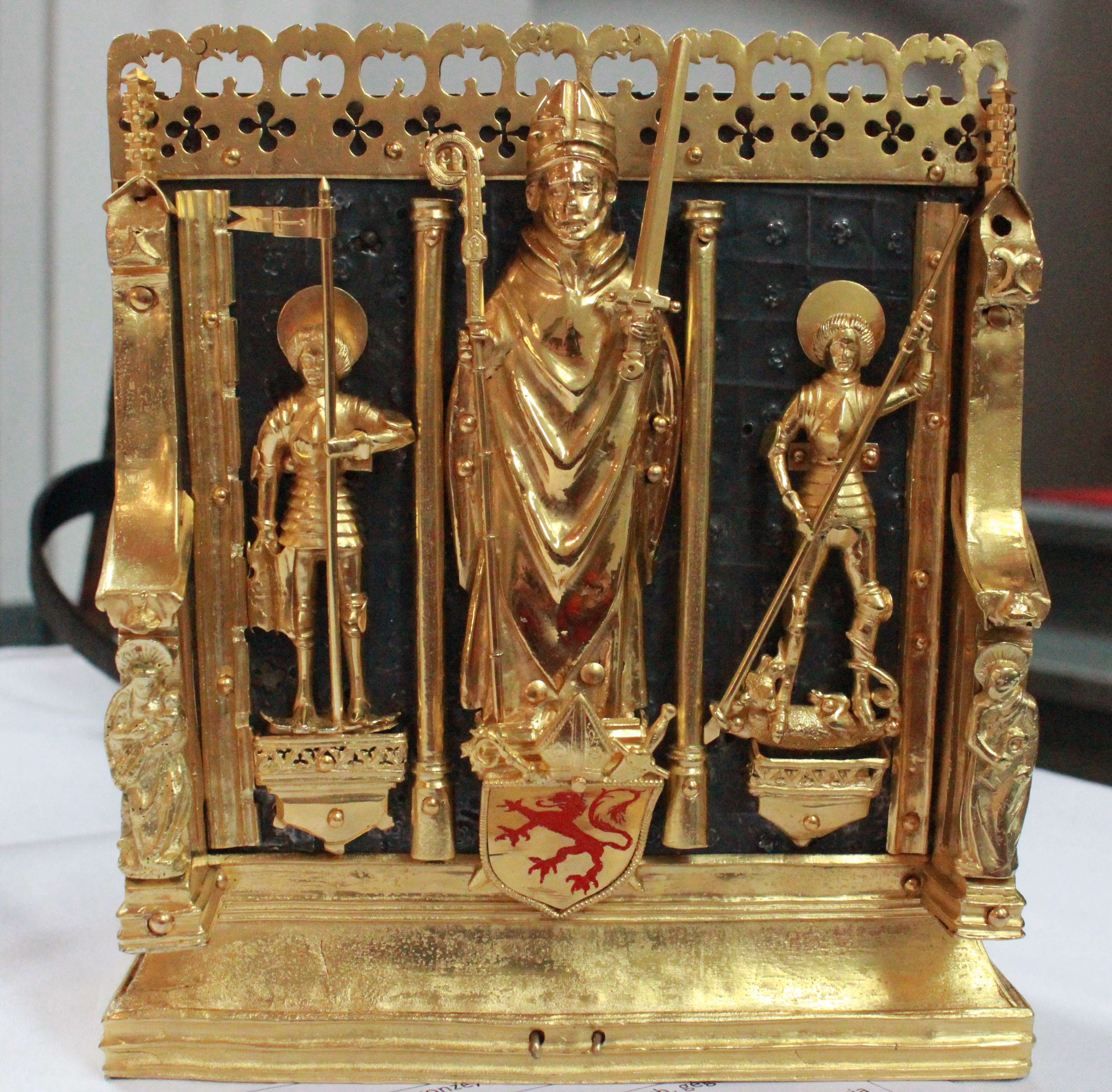
Reliquiar des Jost von Silenen aus der um 1489 erbauten gotischen Kirche von Küssnacht.

Der „Renaissancefürst“ gilt als „kunstsinnig“. Er förderte die Thermen von Leukerbad und die Silberminen von Bruson (Bagnes).